# Casilhac (Òlt)
Casilhac (en francès Cazillac) és un antic municipi francès, situat al departament de l'Òlt i a la regió d'Occitània.
El 2019 es va fusionar amb el municipi veí de Las Quatre Rotas per a formar el municipi de Las Quatre Rotas e Casilhac.

## Demografia
| 1962                                       | 1968 | 1975 | 1982 | 1990 | 1999 | 2007 |
| ------------------------------------------ | ---- | ---- | ---- | ---- | ---- | ---- |
| 273                                        | 335  | 310  | 333  | 326  | 345  | 394  |
| Des de 1962: població sense dobles comptes |      |      |      |      |      |      |

## Administració
| Període | Identitat           | Partit |
| ------- | ------------------- | ------ |
| 2001-   | Jean-Louis Pradelle |        |